# Heavy D
Heavy D, artiestennaam van Dwight Arrington Myers (Mandeville (Jamaica), 24 mei 1967 - Los Angeles, 8 november 2011) was een Amerikaans rapper, bekend van de rapformatie Heavy D & the Boyz. Myers werd geboren op Jamaica, maar groeide op in Mount Vernon in New York.
Hij kwam met zijn rapgroep als eerste onder contract bij het platenlabel Uptown en in 1987 bracht hij zijn eerste album uit: Big Living. Het was een commercieel succes. De echte doorbraak kwam echter met het album Big Tyme in 1989 met hun eerste hitnotering in Nederland, We Got Our Own Thing, erop. In 1990 overleed een van de Boyz, Trouble T Roy, door een ongeluk tijdens een optreden. Het daaropvolgende album Peaceful Journey werd een eerbetoon. Op dit album zijn gasten te horen als Big Daddy Kane, Kool G Rap, Q-Tip en Johnny Gill. Op dit album staat o.a. de wereldhit Now That We Found Love.
In 1990 startte de comedyserie In Living Color. Heavy D rapte hiervoor de titelsong. Zijn album Blue Funk werd geen succes en Heavy D richtte zich hierna vooral op het acteren, met een rol in de televisieshows Roc, Living Single en Riff-Raff. Ook in de films Life en The Cider House Rules was hij te zien. In 1991 nam Heavy D het rapgedeelte voor zijn rekening van single Jam van Michael Jackson.
In 1994 was het album Nuttin' But Love redelijk succesvol, het album Waterbed Hev was in 1997 een commercieel succes. Vervolgens richtte Heavy D zich op de televisieshow Boston Public. In 2002 was hij te zien als FBI-agent in de film Big Trouble. Hij verzorgde ook de gelijknamige titelsong.
Myers overleed in 2011 op 44-jarige leeftijd in een ziekenhuis in Los Angeles, waar hij was opgenomen voor ademhalingsmoeilijkheden, veroorzaakt door een longembolie.
Heavy D is begraven in Westchester County (New York) op de Ferncliff Cemetery.

## Discografie

### Albums[3]
| Album met eventuele hitnotering(en) in de Nederlandse Album Top 100 | Datum van verschijnen | Datum van binnenkomst | Hoogste positie | Aantal weken | Opmerkingen |
| ------------------------------------------------------------------- | --------------------- | --------------------- | --------------- | ------------ | ----------- |
| Peaceful Journey                                                    | 1991                  | 27-07-1991            | 47              | 11           |             |
| Blue Funk                                                           | 1993                  | 20-02-1993            | 90              | 2            |             |

### Single Top 40[4]
| Single met eventuele hitnotering(en) in de Nederlandse Top 40 | Datum van verschijnen | Datum van binnenkomst | Hoogste positie | Aantal weken | Opmerkingen |
| ------------------------------------------------------------- | --------------------- | --------------------- | --------------- | ------------ | ----------- |
| We Got Our Own Thang                                          | 1989                  | 22-07-1989            | 11              | 8            |             |
| Now That We Found Love                                        | 1991                  | 13-07-1991            | 2               | 13           | alarmschijf |
| Is It Good To You                                             | 1991                  | 05-10-1991            | 31              | 3            |             |
| The Lover's Got What U Need                                   | 1992                  |                       | tip7            | -            |             |
| This Is Your Night                                            | 1994                  | 26-11-1994            | 19              | 4            |             |

- Biblioteca Nacional de España: XX1618871
- Bibliothèque nationale de France: cb139417991 (data)
- Catàleg d'autoritats de noms i títols de Catalunya: 981058523754006706
- Gemeinsame Normdatei: 135053587
- International Standard Name Identifier: 0000 0000 7825 1943
- Library of Congress Control Number: no96065438
- MusicBrainz: 41c0869f-dfe6-46cc-aa35-cbe9f29638cf
- Nationale Bibliotheek van Tsjechië: xx0082739
- Système universitaire de documentation: 158361288
- Virtual International Authority File: 24791809
- WorldCat: E39PBJghmVfQbF6MrTGB7wtqcP